# Cowie-Nunatak
Der Cowie-Nunatak ist ein wuchtiger und 1782 m hoher Nunatak in der Form eines Kliffs im ostantarktischen Viktorialand. Er ragt mit einer steilen Ostflanke 8 km westlich des Detour-Nunatak im oberen Abschnitt des Mackay-Gletschers auf.
Das New Zealand Antarctic Place-Names Committee benannte ihn am 4. November 1999 nach James Cowie, Leiter des Bohrprojekts am Kap Roberts.